# لوئیزا (فیلم)
لوئیزا (انگلیسی: Louisa) یک فیلم کمدی آمریکایی محصول سال ۱۹۵۰ میلادی به کارگردانی الکساندر هال با بازی رونالد ریگان، چارلز کوبرن، روت هاسی، ادموند گون و اسپرینگ باینگتون می‌باشد.
این فیلم نامزد دریافت جایزه اسکار بهترین میکس صدا (لسلی کری) شد. 

## بازیگران
- رونالد ریگان در نقش هال نورتون
- چارلز کوبرن در نقش هابل برن
- روت هاسی در نقش مگ نورتون
- ادموند گون در نقش هنری هموند
- اسپرینگ باینگتون در نقش لوئیزا نورتون
- پایپر لوری در نقش کتی نورتون
- اسکاتی بکت در نقش جیمی بلیک
- جیمی هانت در نقش کریس نورتون
- کانی گیلکریست در نقش خانه دار گلدیس
- ویلارد واترمن در نقش دیک استوارت
- مارجوری کراس لند در نقش لیل استوارت
- مارتین میلنر نقش باب استوارت
- تری فراست در نقش استیسی واکر
- دیو ویلوک در نقش جو کالینز